# Reino de Justiça (álbum de Nívea Soares)
Reino de Justiça é o quinto álbum ao vivo da cantora Nívea Soares, lançado em abril de 2016 pela gravadora Onimusic.
Gravado em novembro de 2015, a obra foi produzida por seu marido Gustavo Soares. A maioria das músicas foram escritas por Nívea Soares. A obra recebeu avaliações positivas da mídia especializada.

## Faixas

### CD
1. Os Que Esperam
2. Sua Justiça Prevalecerá
3. Deus Eterno
4. Pela Fé
5. Não Seremos Abalados (We Will Not Be Shaken)
6. Deus Vivo
7. Reino de Justiça
8. O Senhor é Bom
9. Me Entrego a Ti
10. Que se Abram os Céus (Let the Heavens Open)
11. Santo, Poderoso Deus
12. Por Toda Terra

### DVD
1. Os Que Esperam
2. Sua Justiça Prevalecerá
3. Ministração: (Anseio do Nosso Coração)
4. Deus Eterno
5. Pela Fé
6. Ministração 2: (Ajustando o Foco)
7. Não Seremos Abalados (We Will Not Be Shaken)
8. Espontâneo
9. Deus Vivo
10. Reino de Justiça
11. O Senhor é Bom
12. Me Entrego a Ti
13. Que se Abram os Céus (Let the Heavens Open)
14. Oração Pelo Brasil
15. Santo, Poderoso Deus
16. Ministração 3: (Que Nossa Visão Se Abra)
17. Por Toda Terra
18. Sua Justiça Prevalecerá (Reprise)

| Críticas profissionais | Críticas profissionais |
| Avaliações da crítica  | Avaliações da crítica  |
| Fonte                  | Avaliação              |
| ---------------------- | ---------------------- |
| Super Gospel           | [ 4 ]                  |

## Ficha técnica
- Nívea Soares - vocal
- Gustavo Soares - produção musical, arranjos, teclados, programações, edição e mixagem
- Junior Guedes - bateria
- Flavio Borges - baixo
- Igor Nunes - guitarra
- Lucas Schmitt - baixo
- Breno Tonon - violão e vocal de apoio
- Felipe Barros - percussão, vocal de apoio
- Herbert Lima - violoncelo
- Renato de Sá - violoncelo
- Valeria Dellacenta - vocal de apoio
- Tião Batista - vocal de apoio
- Jeffrey Kunde - arranjos
- Peter James - teclado em "Os que Esperam"
- Robert Dolabella - gravação
- Ken Love - masterização
- St Petersburg Studio Orchestra – cordas
- Kleber Augusto - arranjo de cordas